# Туніський Сахель
Туніський Сахель, Сахель (від араб. ساحل сахель — «берег», «кордон») — рівнинна низовина, розташована між Туніським Телем і затокою Габес.
Має посушливий клімат, який, проте, дозволяє вирощування маслин.
Головні міста — Габес, Гафса, Кайруан, Махдія, Сус, Сфакс.
| Туніс | Це незавершена стаття з географії Тунісу. Ви можете допомогти проєкту, виправивши або дописавши її. |